# HS 160

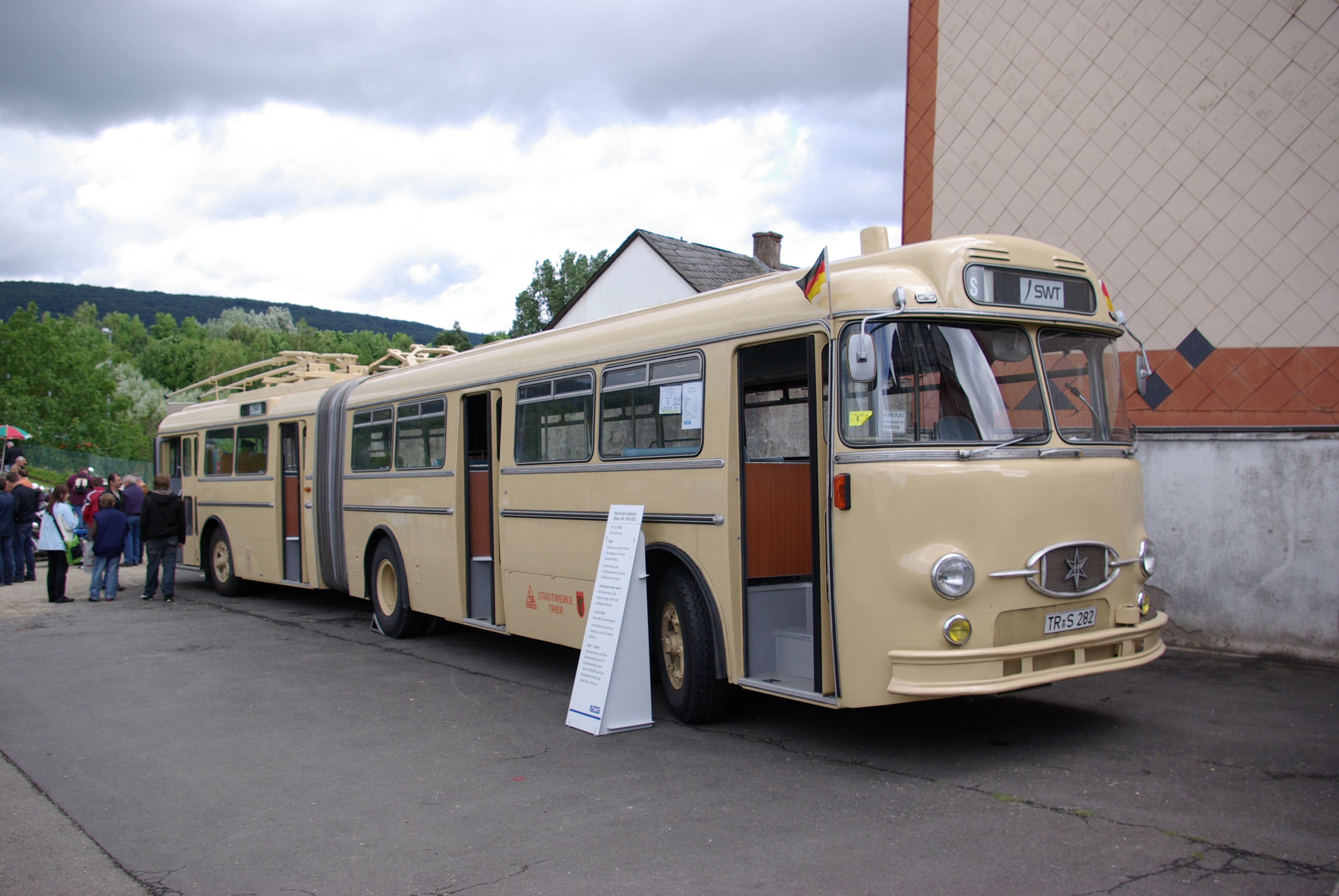
Dieser 1962 gebaute Trierer HS 160 OSL-G wurde unter Verwendung eines Büssing-Motors 1969 zu einem Dieselbus umgebaut. Im Zuge der Restaurierung erhielt er seine Stromabnehmer zurück, diese sind jedoch funktionslos

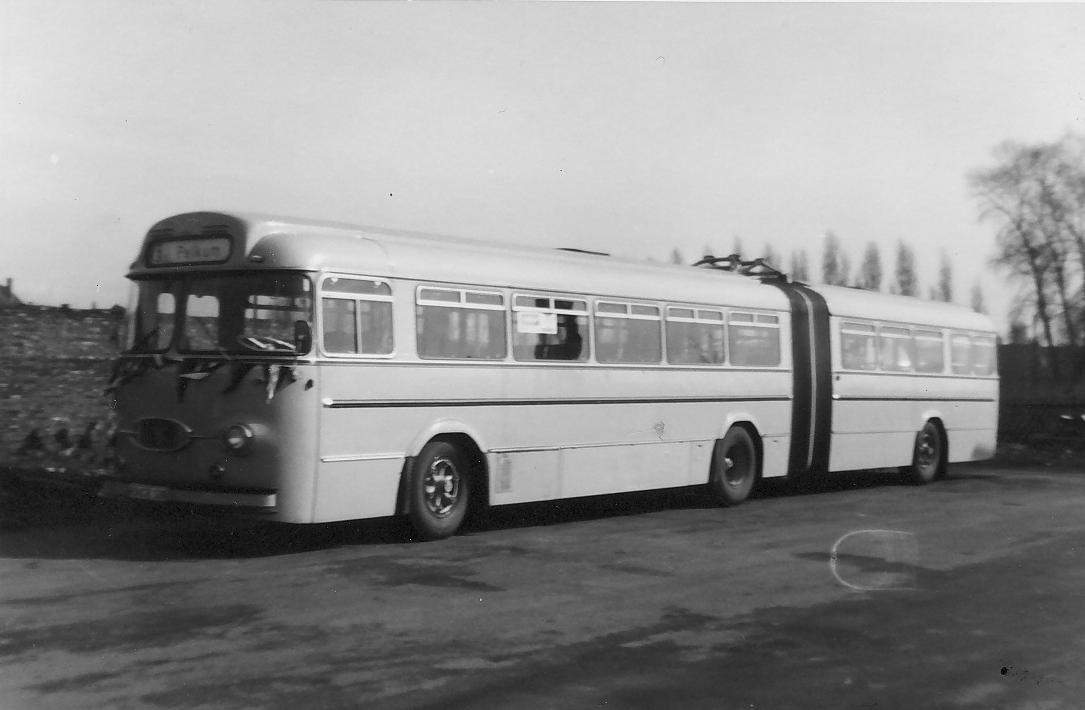
Die türlose Seite eines Wagens der Stadtwerke Hamm

Der HS 160 ist ein deutscher Omnibus- beziehungsweise Oberleitungsbus-Typ. Er wurde von 1955 bis 1963 von den Henschel-Werken in Kassel produziert, bezüglich der O-Bus-Variante gilt er als Nachfolger des Typs ÜHIIIs. Die Typenbezeichnung basiert auf der bis 1957 gültigen Unternehmensbezeichnung Henschel & Sohn, neben dem Solobus gab es auch eine Gelenkbus-Variante:
| HS 160 USL   | Unterflurmotor (Diesel) – Selbsttragende Schalenbauweise aus Leichtmetall                                          |
| HS 160 USL-G | Unterflurmotor (Diesel) – Selbsttragende Schalenbauweise aus Leichtmetall in Gelenk-Bauweise mit Hübner-Faltenbalg |
| HS 160 OSL   | Oberleitungsbus – Selbsttragende Schalenbauweise aus Leichtmetall                                                  |
| HS 160 OSL-G | Oberleitungsbus – Selbsttragende Schalenbauweise aus Leichtmetall in Gelenk-Bauweise mit Hübner-Faltenbalg         |

Mit seiner selbsttragenden Karosserie mit Aluminium-Blechen, der Modularbauweise, der Luftfederung sowie dem Frontlenker-Prinzip war der 1955 vorgestellte Omnibustyp damals hochmodern. Um 1959 folgten schließlich die ersten O-Busse auf gleicher Basis. Jedoch bedeutete die 1963 erfolgte Einstellung der als unrentabel geltenden Busfertigung bei Henschel auch das Produktionsende für den HS 160. Fahrzeuge dieses Typs waren bis in die 1970er Jahre in vielen westdeutschen Omnibus- und O-Bus-Betrieben anzutreffen. Etliche Fahrzeuge wurden auch exportiert, darunter eine Serie HS 160 USL nach Belgisch-Kongo.

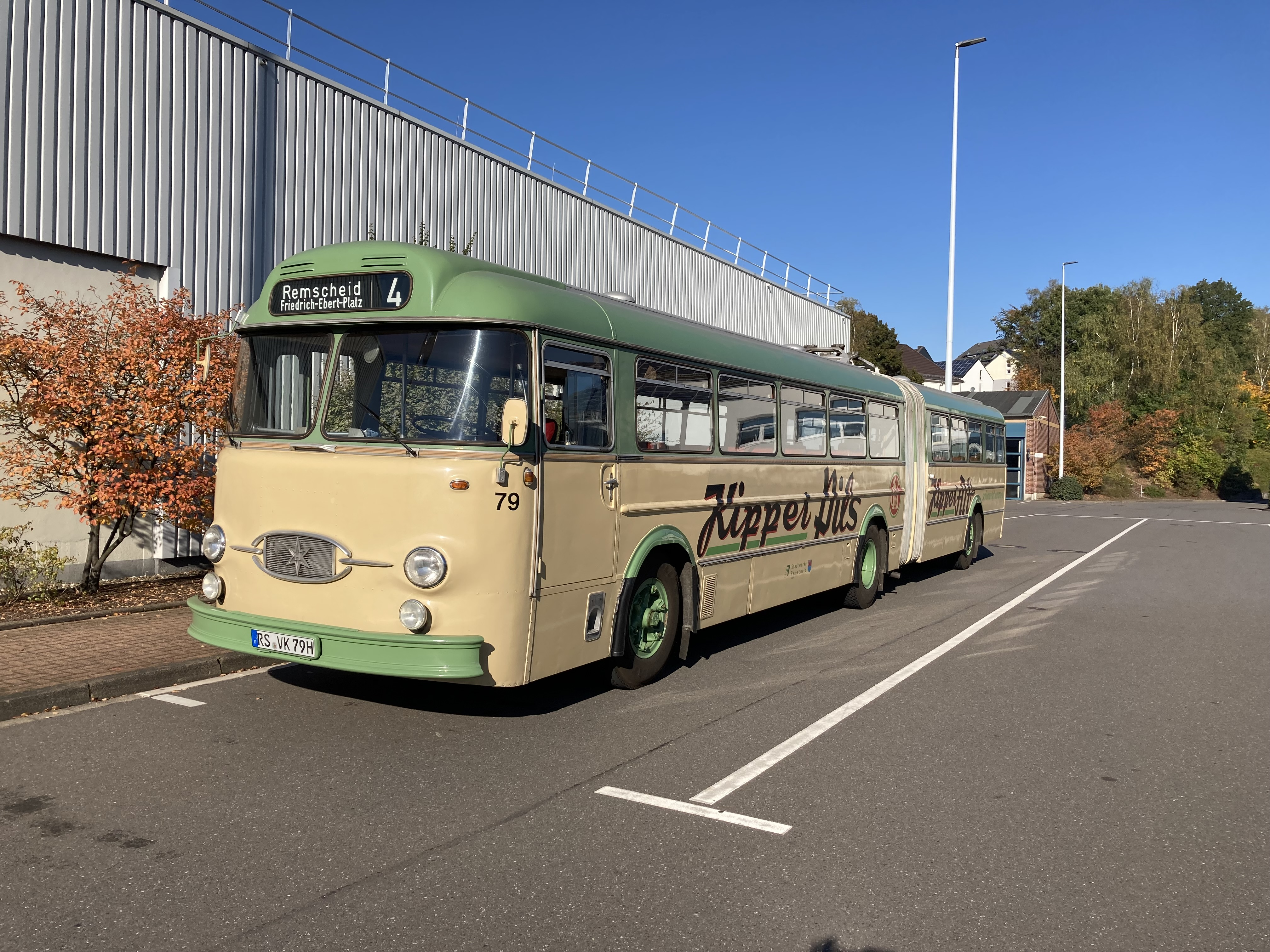
HS 160 USL-G von 1960, Wagen 79 der Stadtwerke Remscheid GmbH

Um 1960 gelangte ein Exemplar des Gelenkbusses HS 160 USL-G nach Ungarn zu den Ikarus-Werken. Dort wurde zu dieser Zeit ein Gelenkbus konstruiert, dessen hohes Fassungsvermögen für den Linienbusverkehr dringend benötigt wurde. Die Konstruktion des nun entwickelten Ikarus 180 enthält sehr viele Elemente des Henschel HS 160 USL-G. Auch hier gab es eine zweiachsige Variante: Ikarus 556.

## Einsatzbetriebe der Oberleitungsbusse

### HS 160 OSL
- 11 OSL beim Oberleitungsbus Osnabrück (Wagennummern 216–226; 1967/1968 auf Dieselantrieb umgebaut)
- 08 OSL beim Oberleitungsbus Völklingen
- 07 OSL beim Oberleitungsbus Esslingen am Neckar (16–22)Frontansicht eines ehemaligen Bielefelder HS 160 OSL-G, hier in Lackierung der Mürztaler Verkehrs Gesellschaft

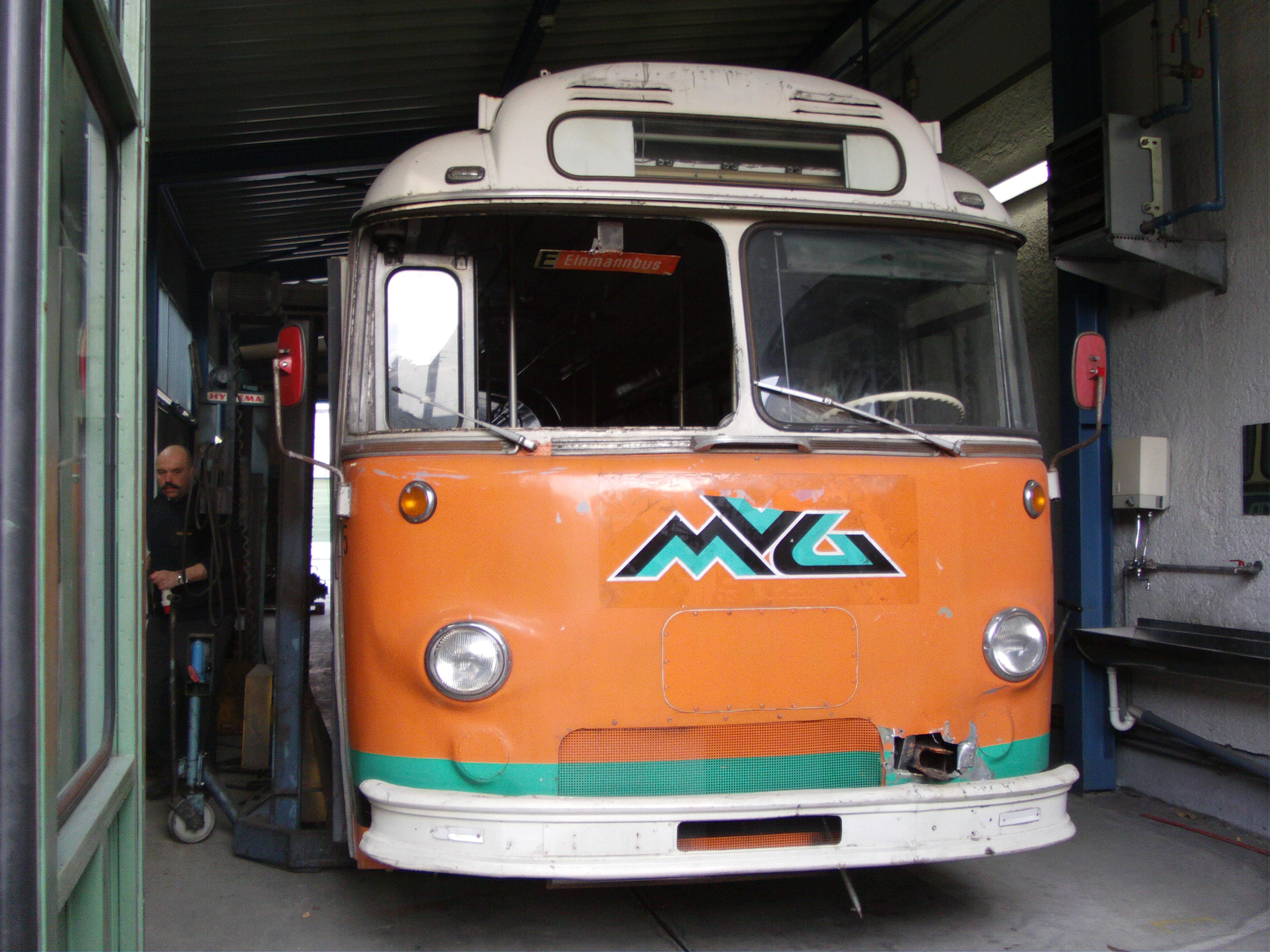
Frontansicht eines ehemaligen Bielefelder HS 160 OSL-G, hier in Lackierung der Mürztaler Verkehrs Gesellschaft

- 06 OSL beim Oberleitungsbus Solingen (64–69)
- 04 OSL beim Oberleitungsbus Gießen (19–22, im Mai 1968 an den Trolleybus Freiburg verkauft, dort Wagennummern 43–46)
- 02 OSL beim Oberleitungsbus Wuppertal (325+326)
- 02 OSL beim Oberleitungsbus Moers (116+117)
- 01 OSL beim Oberleitungsbus Baden-Baden (231, 1971 nach Esslingen abgegeben, dort Nummer 23, Fahrzeug entstammt der Vorserie)

### HS 160 OSL-G (Gelenkbus)
- 7 OSL-G beim Oberleitungsbus Bielefeld (518–524; später an Oberleitungsbus Aachen 28–34; davon 28, 32 und 33 weiter an Mürztaler Verkehrs Gesellschaft 35, 37 und 36)
- 6 OSL-G beim Oberleitungsbus Solingen (70–75)
- 6 OSL-G beim Oberleitungsbus Trier (26–31; 1971 auf Dieselantrieb umgebaut)
- 5 OSL-G beim Oberleitungsbus Salzburg
- 3 OSL-G beim Oberleitungsbus Siegen (67–69; später an Oberleitungsbus Aachen 35–37; weiter an Oberleitungsbus Kaiserslautern 132–134)
- 2 OSL-G beim Oberleitungsbus Marburg (9+10)
- 1 OSL-G beim Oberleitungsbus Kaiserslautern (115)

## Erhaltene Fahrzeuge
Mindestens folgende elf Fahrzeuge blieben bis heute erhalten:
- O-Bus 22 des Städtischen Verkehrsbetriebs Esslingen (betreut vom Verein Stuttgarter Historische Straßenbahnen e. V., seit Juli 2019 wieder zugelassen)

- O-Bus 23 des Städtischen Verkehrsbetriebs Esslingen (ehemals Baden-Baden Nr. 231), in Privatbesitz in England (Vorserienfahrzeug von 1959)

- Gelenk-O-Bus 35 vom Oberleitungsbus Kapfenberg (ehemals Aachen Nr. 28, ehemals Bielefeld Nr. 518), heute als historisches Fahrzeug in Salzburg (in Aufarbeitung)

- Gelenk-O-Busse 28, 29 und 30 der Stadtwerke Trier (die 1971 jeweils zu Dieselbussen umgebaut wurden), davon einer als Museumswagen der Stadtwerke (Nr. 28) und zwei beim Verein Arbeitsgemeinschaft Nahverkehr Dortmund e. V. (Nr. 29 und 30). Nr. 29 war von August 2010 an leihweise im Technikmuseum Kassel ausgestellt. Seit Mai 2013 gehört er dem Verein Arbeitsgemeinschaft Nahverkehrsgeschichte ANG e. V.[2]

- Gelenkbus 79 (HS 160 USL-G) der Stadtwerke Remscheid GmbH (ehemals Deutsche Bundesbahn) sowie Bus 64 beim Hannoverschen Straßenbahn-Museum (HSM)

- Solobus (Flensburg, AFAG Nummer 9), war im Besitz des Obus-Museums Solingen e. V. und gehört seit 2013 der Arbeitsgemeinschaft Nahverkehrsgeschichte ANG e. V., letzter erhaltener Wagen des Untertyps HS 160 USL

- Gelenkbus 29 (HS 160 USL-G) der Linzer Elektrizitäts- und Straßenbahngesellschaft (ESG, heute Linz AG), ausgeliefert am 1. Februar 1962, zurückgekehrt nach Kassel am 30. Mai 2012

- Gelenkbus 35 (HS 160 USL-G) aus Wilhelmshaven beim Verein Wilhelmshavener Verkehrsgeschichte e. V.

## Galerie

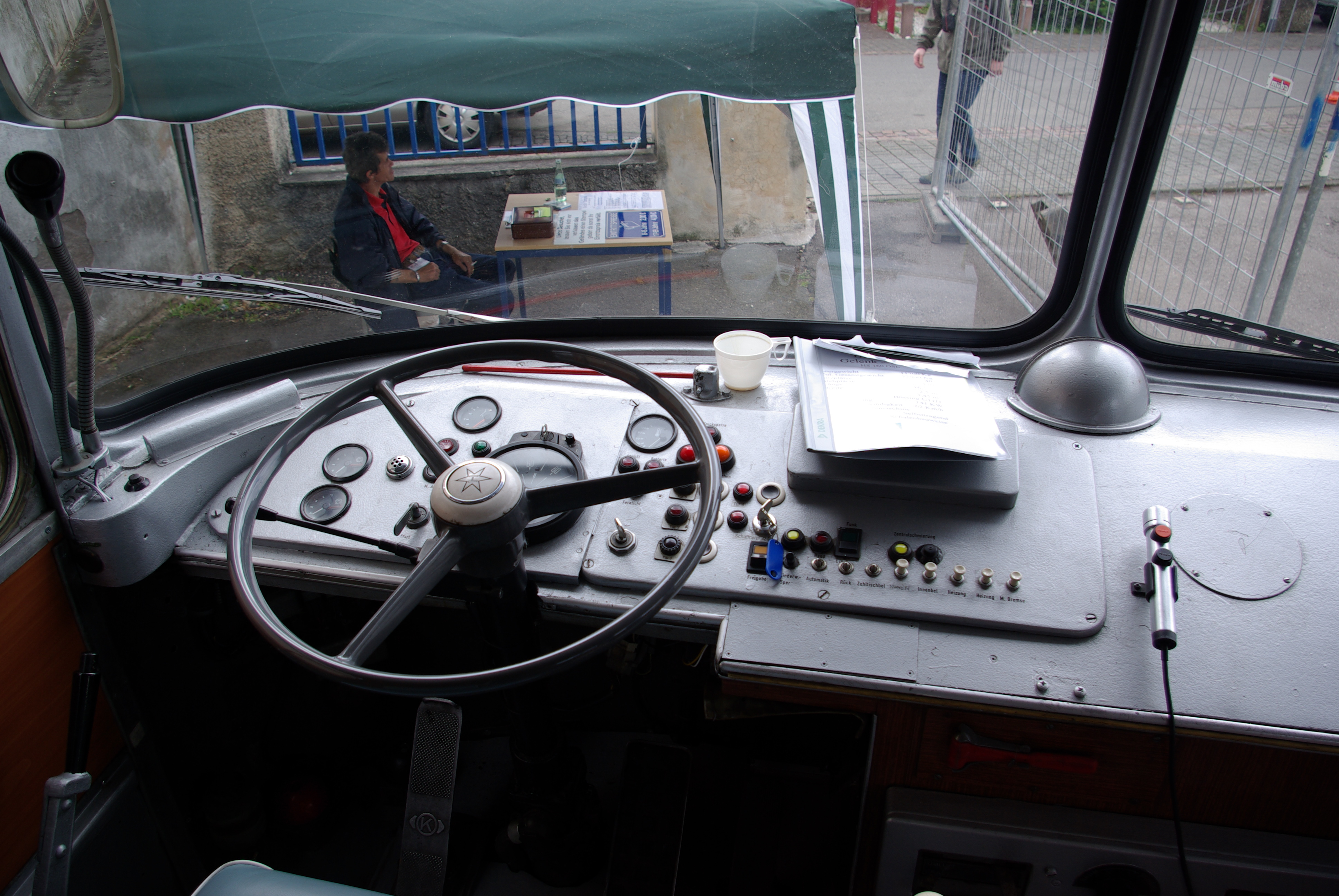
Armaturentafel
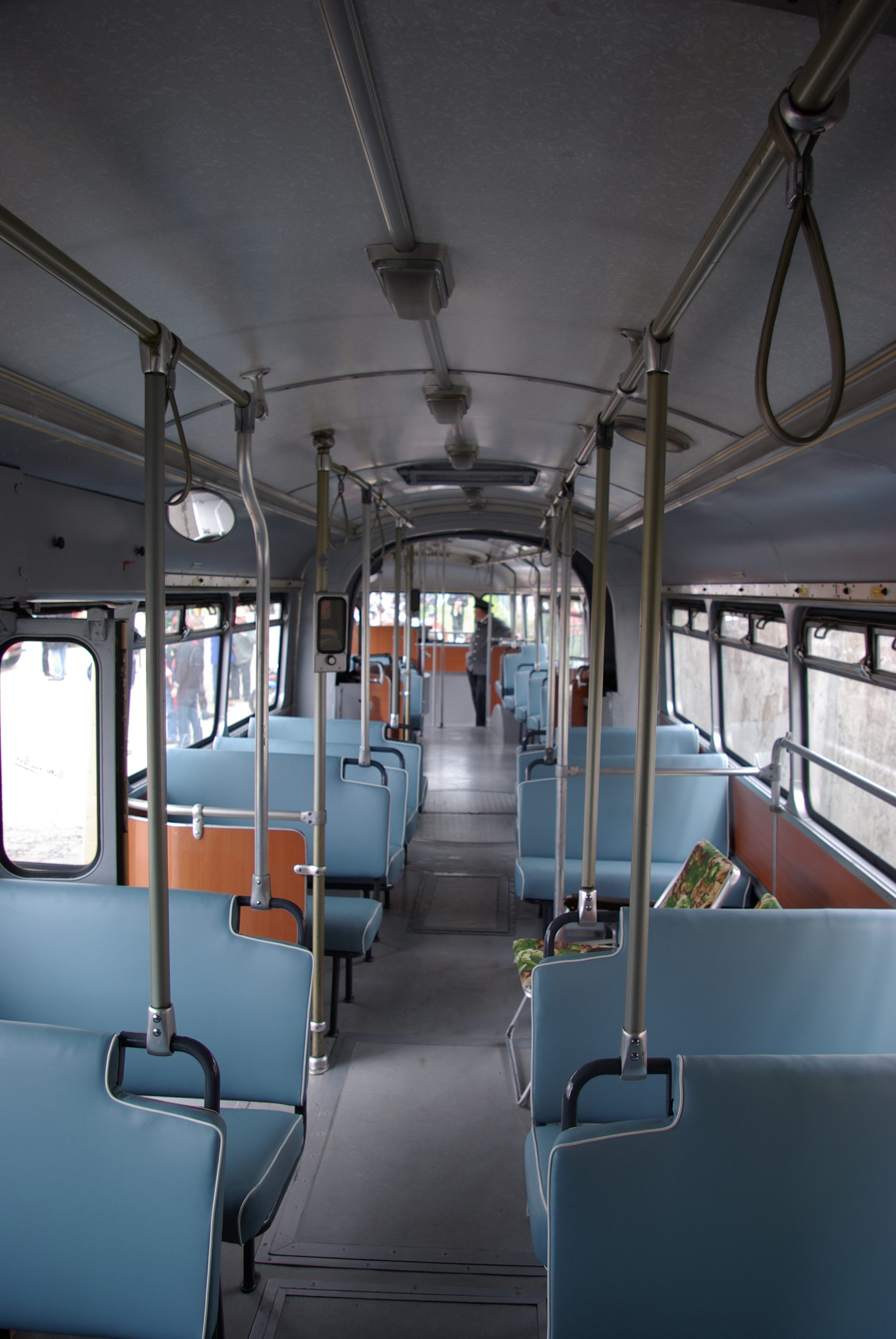
Fahrgastraum
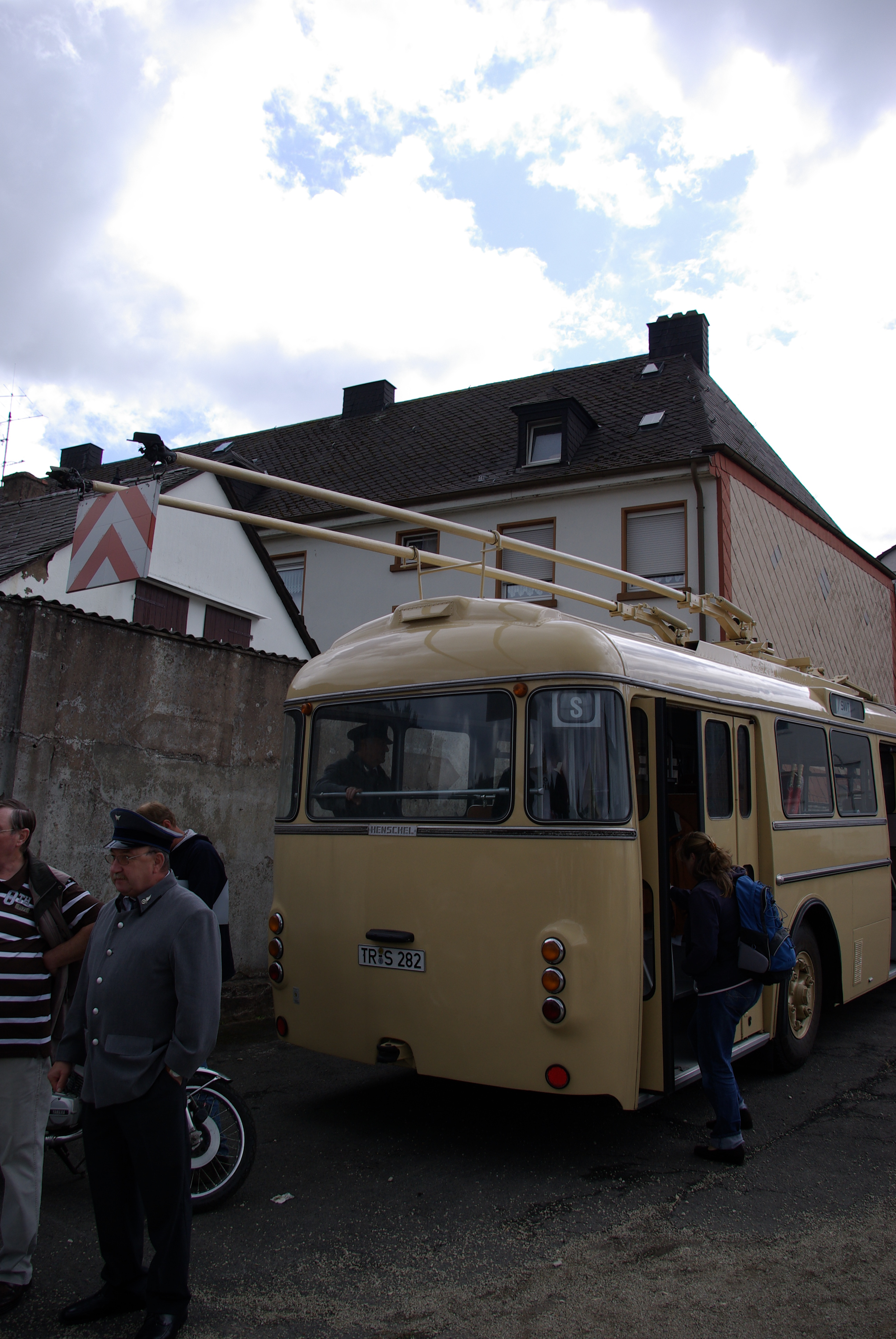
Heck mit dem Zweispureinstieg beim Schaffnerplatz
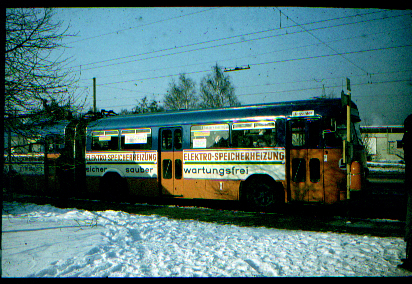
Ein Kaiserslauterer HS 160 OSL-G im Januar 1979